# Поглед (вестник)
Поглед е български вестник, седмичник на Съюза на българските журналисти (СБЖ), издаван от 1930 до 2010 г.

## История
Първият брой на вестника излиза на 29 юни 1930 г. с главен редактор Димитър Найденов. Спрян е от цензурата през юли 1934 г.
През януари 1966 г. е възобновен като издание на Съюза на българските журналисти с главен редактор Лалю Димитров. Спира в края на юни 1996 г. По своя инициатива, колеги правят опит за възстановяването му с няколко броя през 1998 г.
Редовното му периодично издаване като седмичник на Съюза на българските журналисти започва отново през декември 2006 г., по инициатива на Петьо Блъсков. Главен редактор на вестника става Валери Найденов, в екипа му е и поетът и публицист Румен Леонидов, също и известният журналист Тодор Токин.
Поради натрупаните дългове на дружеството „Поглед медия“ ЕООД и слабото разпространяване на вестника, в началото на 2010 г., общото събрание на СБЖ решава да спре вестника.